# Songs From The Vault 1975 -1978
Songs From The Vault 1975 -1978 è una raccolta del gruppo musicale britannico Jethro Tull, pubblicato il 12 aprile 2025 dalla Parlophone.

## Descrizione
I brani musicali che compongono l'album sono stati registrati tra il 1974 e il 1978.

## Tracce

### Disco 1
Lato A
1. Summerday Sands (Steven Wilson Stereo Remix)
2. Requiem (Early Version) [Edit]
3. Quizz Kid (Version 1) (Steven Wilson Stereo Remix)
4. Salamander’s Rag Time (Steven Wilson Stereo Remix)
5. Commercial Traveller (Steven Wilson Stereo Remix)
6. A Small Cigar (Acoustic Version) (Steven Wilson Stereo Remix)

Lato B
1. A Small Cigar (Orchestrated Version) (Original Rough Mix)
2. Strip Cartoon (Steven Wilson Stereo Remix)
3. Old Aces Die Hard (Steven Wilson Stereo Remix)
4. One Brown Mouse (Early Version) (Steven Wilson Stereo Remix)
5. Magic Bells (Ring Out, Solstice Bells) (Steven Wilson Remix)

### Disco 2
Lato A
1. Living In These Hard Times (Version 2) (Steven Wilson Stereo Remix)
2. Horse-Hoeing Husbandry (Steven Wilson Stereo Remix)
3. Working John, Working Joe (Steven Wilson Stereo Remix)
4. Beltane (Steven Wilson Stereo Remix)
5. Living In These Hard Times (Version 1) (Steven Wilson Stereo Remix)

Lato B
1. A Stitch In Time (Steven Wilson Stereo Remix)
2. Everything In Our Lives (Steven Wilson Stereo Remix)
3. Jack-A-Lynn (Steven Wilson Stereo Remix)
4. Quatrain (Studio Version) (Steven Wilson Stereo Remix)
5. Botanic Man Theme (Steven Wilson Stereo Remix)
6. A Town In England (Steven Wilson Stereo Remix)
7. Botanic Man (Steven Wilson Stereo Remix)

## Formazione
- Ian Anderson: voce, flauto, chitarra acustica, mandolino, chitarra elettrica, basso (disco 2: traccia 6)
- Martin Barre: chitarra elettrica
- Jeffrey Hammond: basso, cori (disco 1: traccia 1, 2)
- John Glascock: basso, cori
- Barriemore Barlow: batteria
- John Evan: tastiere, voce
- David Palmer: tastiere, orchestrazioni
- Maddy Prior: cori (disco 1: traccia 4)